# Ichigo 100%
Ichigo 100% (いちご100%, Ichigo Hyaku Pāsento), conhecido no Brasil como 100% Morango, é uma série mangá escrita e ilustrada por Mizuki Kawashita. Foi publicada originalmente pela editora Shueisha na revista Weekly Shōnen Jump e mais tarde em 19 tankōbon. No Brasil, o mangá foi publicado pela Panini.
O mangá foi adaptado para anime e foi exibido pela TV Asahi entre 5 de abril de 21 de junho de 2005, tendo sido produzido pela Madhouse que também produziu diversos OVAs. A narração da história fala sobre Manaka Junpei que é um estudante ginasial cujo objetivo é entrar no Colégio Izumisaka (por causa do clube de cinema), seu sonho é se tornar um grande diretor de filmes.

## Enredo
Um certo dia, enquanto estava pensando na vida indo para terraço de sua escola, uma garota despenca na sua cabeça, e nesse exato momento ele ficou pasmo com a beleza da garota. Logicamente, com a queda, a calcinha dessa garota ficou amostra e Junpei reparou que era repleto de estampas com moranguinhos, além disso, após a vergonhosa queda, ela sai correndo, deixando para trás o seu caderno.
Com essas informações, ele vai atrás de sua musa e descobre que é uma garota de sua sala a dona do caderno. Porém, ele dá de cara com uma "nerd" no padrão bem feinha. Seu nome é Aya Toujou e, desesperadamente, ela pede o caderno de volta, mas Junpei o esqueceu em sua casa. Então ele promete trazer outro dia, mas ela insiste para que ele não leia (se bem que, quando se pede para não ler, está pedindo justamente ao contrário).
Desconsolado em saber que a dona do caderno não é a sua musa, ele busca informações com seus dois amigos: Ookusa e Komiyama. Ambos acreditam que a garota da calcinha de morango só poderia ser Tsukasa Nishino, a estudante mais popular de toda escola, além de ser a mais bela. Sem saber muito o que fazer, Ookusa o desafia a convida-la para sair e, Junpei, no auge na discussão acaba aceitando.
Em sua casa, pensativo em como ele iria convidar Tsukasa para sair, ele se lembra do caderno e resolve dar uma lida. Ele fica assustado com o que lê, pois nunca leu uma história de romance e aventura tão linda como aquela. E com isso, ele acaba criando um afeto por ela.
Junpei entrega o caderno de volta para Toujou, que por sinal sempre fica tímida perto do garoto, mas ele não se toca. Junpei pede a opinião dela de como convidar uma garota para sair, e ela pensa inicialmente que Junpei estava tentando convidá-la, mas era tímido. Porém, depois disso percebe que ele apenas queria uma dica de como convidar Nishino. Ela acaba dando um conselho ambíguo, dizendo para ele convidar a garota desejada no meio de um exercício (escolar), mas ele acaba entendendo exercício físico. Junpei vai atrás de Nishino após as aulas e começa a fazer barra (na verdade ele mal conseguia se levantar) e enquanto isso confessava-se a ela, convidando-a para sair. Um fato muito inusitado e cômico, que faz a garota cair na gargalhada. Mesmo assim ela aceita sair com ele, pois achou Junpei muito engraçado.
Os dois conversam para que escola irão após se formarem no ensino fundamental (no Japão, para se entrar no ensino médio, é necessário prestar uma espécie de vestibular). Junpei recomenda o Colégio Izumisaka, justamente pelo clube de cinema, mas apesar deste colégio não ser o "top do top", ele exige muito dos seus aspirantes a novos estudantes. Assim Nishino e Junpei começam a estudar juntos, e pedem ajuda da CDF da escola, Toujou.
Ela ajuda ambos, apesar de ficar intimidada por estar junto de Junpei (o garoto que ela ama) e Nishino (a "namorada" de Junpei). Toujou queria que Junpei passasse no teste para o ensino médio, porque sabia do sonho dele. E ele, após ler o romance no caderno dela, insinuou querer que Toujou fosse roteirista de seus filmes, e também que ela fosse para o mesmo colégio que ele estava pretendendo. Contudo ela queria ir para um colégio só para meninas.
No dia da prova Junpei e um de seus amigos ficaram na mesma sala, e Nishino em uma outra, mas o que surpreendeu a todos eles foi que havia mais um inscrito no vestibular do Colégio Izumisaka que provinha da mesma escola de ensino fundamental dos três. Apesar de ver e não reconhecer direito quem era essa mistériosa quarta candidata, Junpei acha que é a garota linda de calcinha com estampa de morangos que caiu em cima dele outro dia, mas ao mesmo tempo também acha que pode ser Toujou. Porém Toujou sempre usava uns óculos "fundo de garrafa" e umas tranças que a deixam feinha, e essa garota tinha lindos cabelos lisos soltos e um rosto angelical muito bonito. Realmente a linda garota e a CDF Toujou eram a mesma pessoa.
Durante a prova toda, Junpei fica pensando na beleza que desconhecia de Toujou e acaba deixando as questões de lado, e como não havia mais tempo, chutou as respostas. Ele e seu amigo acabam passando raspando para o novo colégio, e Toujou e Nishido garantem vaga, mas Nishido percebe os sentimentos de sua colega em relação a Junpei e decide não estudar ali, acabando assim indo estudar em um outro colégio. Mesmo assim ela diz não ter desistido de Junpei.
Junpei ganha uma filmadora digital de seus pais como presente por ter passado no teste, e fica muito empolgado e sai filmando tudo por aí. Ele sai e vai para o parque para continua as filmagens e numa dessas passadas aleatórias com sua filmadora ele acaba apontando para uma bela e sensual garota perto do lago. Nisso um vento bate nela, erguendo sua saia, e quando ela olha para trás, lá está Junpei filmando ela. Isso a deixa irritada, pensando que ele era um tarado. Ela vai até ele tirar satisfações, pede a câmera, mas ele não entrega. Com ela tentando tirar a filmadora à força dele, ambos tropeçam e ela acaba caindo em cima de Junpei. Depois da queda, ainda no chão, ele confere a câmera e vê que está tudo bem, quando olha para frente repara que está com a outra mão no peito da garota sobre ele. Isso a deixa verdadeiramente irritada e no impulso, joga a filmadora do garoto no lago.
No outro dia, já no colégio ele descobre que aquela garota era sua colega de classe, chamada Kitaouji Satsuki, e discute com ela. A professora castigá-os por isso e manda ambos ficarem após as aulas para limparem o colégio. Após as aulas os dois continuam brigando, e acabam escorregando na água que espalharam pelo chão. Novamente Satsuki cai sobre Junpei, e torce seu pé. Ele acaba quebrando o dedo da mão direita. Ele a leva para a enfermaria em suas costas. No outro dia, dois garotos que esperavam pela bela Toujou esbarram na feinha CDF, e exigiram desculpas, mal sabiam eles que ela era a mesma pessoa (só que nesse dia Toujou não teve tempo de se ajeitar direito e foi feinha mesmo pro colégio), Satsuki compra a briga e fala aos garotos que quem devia desculpas eram eles. Ela briga com ambos, dá um pisão em um, mas o outro consegue agarrar o seu pé torcido, ainda dolorido. Junpei aparece e com uma cabeçada sem querer derruba o garoto que atormentava Satsuki e isso faz com que ela também se apaixone por ele.
E por último, uma garota chamada Yui vai dormir na casa de Junpei. Ela era uma amiga de infância dele, e é um ano mais nova. Tinha se mudado a cinco anos da cidade, mas voltou, pois no ano seguinte também precisaria prestar o exame para o ensino médio, e na pequena cidade em que estava morando, ela não tinha um colégio apropriado para ir. O fato dela dormir no mesmo quarto que Junpei deixa as outras com um pouco de ciúmes. A não ser Satsuki, que não fica com pouco ciúmes... ela fica com MUITO ciúmes! Além do mais Yui é bem extravagante. No decorrer de seu sono ela vai se despindo e sempre acaba acordando em cima de Junpei na cama. O garoto diz que a vê como uma irmã mais nova, por isso não gosta muito desse jeito espontâneo e extravagante de Yui.
Esse é o ponto de partida para a trama de 100% Morango, daí em diante ele começa a ter experiências com cada uma das garotas, e mesmo que tente, tem dificuldades e não consegue escolher qual a melhor delas, pois cada uma tem um pouquinho daquilo de que ele gosta em uma garota.

## Personagens
Junpei Manaka (真中 淳平, Manaka Junpei)
Dublado por: Kenichi Suzumura
Aniversário: 10 de maio (Touro)
O personagem principal da série,  Manaka é um cara legal que acaba se enrolando em inúmeras embaraçosas, mas românticas, situações no colegial. Apesar de que seu pensamentos por garotas podem ser bem pervertidos em algumas ocasiões, ele é um gentil cavalheiro. Sua indecisão entre as garotas que ele ama – Aya, Satsuki e Nishino – e o controle do seus sentimentos são o foco principal da história. Seu sonho é fazer filmes como diretor. Apesar de não ser muito inteligente, tem um grande talento com cinematografia que gradualmente se desenvolve enquanto a história progride.
Aya Tojo (東城 綾, Tōjō Aya)
Dublada por: Mamiko Noto
Aniversário:  14 de Janeiro (Capricórnio)
Reservada e muito tímida, Aya é a garota misteriosa com a calcinha de morangos que Manaka estava procurando no começo da série. Como era extremamente tímida, Aya não era notada em sua sala no ginásio porque usava óculos grandes e um penteado que não era atraente. Tudo muda quando ela começa a usar lentes de contato e solta o cabelo. Junto com os de Satsuki, os grandes peitos de Aya acrescenta elementos de comédia na história. Uma boa escritora, ela ganhou vários prêmios importantes com suas novelas e roteiros. Aya fez uma papel importante no clube de filme estudantil, onde ela a roteirista e também atuando como uma heroína na ultima produção. Ela e Manaka compartilham os mesmos sonhos, de escrever e filmar respectivamente, assim ela foi criando sentimentos por ele. Por causa de sua timidez ela sempre esconde seus sentimentos de Manaka. Foi somente depois do último filme e após do festival escolar que ela foi capaz de se confessar para Manaka. Infelizmente seus sentimentos não foram correspondidos devido o relacionamento de Manaka com Nishino. Perto do fim do manga, Aya foi capaz de esquecer e deixar pra lá. Depois de sua graduação ela se tornou uma novelista bem sucedida, tendo ganhado inúmeros prêmios, e continua torcendo pelo sonho de um dia Manaka criar um filme de sua novela. Tō (東), o primeiro símbolo de seu sobrenome, significa Leste.
Tsukasa Nishino (西野つかさ, Nishino Tsukasa)
Dublada por: Megumi Toyoguchi
Aniversário: 16 de setembro (Virgem)
Considerada a garota mais bonita e popular do ginásio, Tsukasa se torna a primeira – e única – namorada oficial de Junpei. Compreensível, afetuosa e otimista, ela faz de tudo para encorajar Junpei em tudo o que ele faz, ela é sincera e decidida o suficiente para fazer ele entender exatamente o que ela quer. O primeiro símbolo de seu sobrenome, Nishi (西), é associado à direção Oeste.
Satsuki Kitaoji (北大路 さつき, Kitaōji Satsuki)
Dublada por: Sanae Kobayashi
Aniversário: 3 de Maio (Touro)
Atlética, viva e bela, Satsuki é muito popular entre os garotos na escola, principalmente com as equipes e clubes escolares. O primeiro símbolo de seu sobrenome, Kita (北), significa Norte. Ela era parte integral do Clube de Estudos de Filmes, sendo convidada por Manaka quando foi formado, e estrelou como heroína em seu primeiro filme produzido. Os dois compartilham interesses semelhantes e por esta razão estavam sempre felizes juntos, de forma que ela começa a desenvolver sentimentos fortes por ele. De todas as garotas que gostam de Manaka, Satsuki é a mais confiante em seu amor — sendo a primeira a se confessar para ele — e é constantemente vista em sua companhia. Diferente das outras, Satsuki é muito agressiva, com seus sentimentos. Juntamente com sua imagem atraente, principalmente pelo tamanho de seu busto - oficialmente seu tamanho é DDD (98-100cm), ela usualmente atira-se em Manaka. Se alguma das garotas pudesse ser identificada como uma heroína trágica, esta seria Satsuki. Apesar de sua total devoção a ele, os sentimentos de Satsuki raramente são retornados.